# Савич-Заблоцкий, Войнислав Казимир Константинович
Войнисла́в (Войсла́в) Казими́р Константи́нович Са́вич-Забло́цкий (Сули́ма-Са́вич-Забло́цкий) (бел. Вайніслаў Казімір Канстанцінавіч Савіч-Заблоцкі; 3 [15] марта 1850 [по другим сведениям — 1849], имение Панчаны, Дисненский уезд, Виленская губерния — 1893, Санкт-Петербург, Российская империя) — белорусский поэт, прозаик и публицист. Писал на белорусском, польском и русском языках.

## Биография
Родился в имении Панчаны Дисненского уезда Виленской губернии (ныне Миорский район, Витебская область). Проходил обучение в Виленской гимназии, в университетах нескольких европейских городов (Прага, Лейпциг, Страсбург). В 1868—1870 годах был руководителем культурно-просветительского кружка «Крывіцкi вязок» в Санкт-Петербурге, целью которого было подготовка словаря белорусского языка, собирание фольклора, издание книг. Находясь в эмиграции с 1875 года, поддерживал контакты с русскими, украинскими и польскими демократами (П. Лавров, М. Драгоманов, Б. Лимановский), выпускал газеты на польском и французском языках. В 1886—1887 годах на белорусском языке вёл переписку с известным украинским учёным и национальным деятелем Михаилом Драгомановым, в которой высказывал свои взгляды на Беларусь, Украину, славянство. Вернувшись на родину в 1887 году, находился под тайным надзором полиции. В 1888—1889 годах был сотрудником иностранного отдела газеты «Виленский вестник».
Автор сатирической поэмы «Правдоподобная история» (бел. Праўдападобная гісторыя), повести «Каракозов» (бел. Каракозаў), драмы «Коперник» (бел. Капернік) и других произведений (1870—1873). В 1873 году в журнале «Вестник Европы» были опубликованы белорусские стихи — «С чужбины» (бел. З чужбіны), «В родной земле» (бел. У роднай зямлi) и «К перепёлке» (бел. Да перапёлкi). Большое число этнографических-фольклорных и белорусскоязычных материалов есть в поэме «Повесть о моём времени» (бел. Аповесць пра мае часы; 1876), повести «Полоцкая шляхта» (бел. Полацкая шляхта; 1885) и очерке «Счастливейшая Мария» (бел. Шчаслівейшая Марыся; 1892). В библиотеке Ягеллонского университета в Кракове, Национальной библиотеке в Варшаве и ЦБ АН Литвы находится творческое наследие Войнислава Савича-Заблоцкого.